# Gazza (chi cá liệt)
Gazza là một chi cá thuộc Họ Cá liệt bản địa của Ấn Độ Dương đến Tây Thái Bình Dương

## Các loài
Hiện hành các loài sau được ghi nhận là nằm trong chi này
- Chi Gazza Rüppell, 1835
  - Gazza achlamys Jordan & Starks, 1917.
  - Gazza dentex (Valenciennes, 1835).
  - Gazza minuta (Bloch, 1795).
  - Gazza rhombea Kimura, Yamashita & Iwatsuki, 2000.
  - Gazza squamiventralis Yamashita & Kimura, 2001.